# Der Ranger – Paradies Heimat: Entscheidungen
Entscheidungen ist ein deutscher Fernsehfilm von Franziska Hörisch aus dem Jahr 2019. Es handelt sich um den dritten Film der ARD-Reihe Der Ranger – Paradies Heimat. Die deutsche Erstausstrahlung erfolgte am 3. Januar 2020 auf dem ARD-Sendeplatz „Endlich Freitag im Ersten“.

## Handlung
Jonas und Rike besitzen ein naturbelassenes Stück Wald, welches nicht zum Nationalpark gehört. Jonas will es so belassen wie es ist und als Urwaldzone in den Park integrieren. Rike wäre froh um das Geld aus einem Verkauf, da es im Sägewerk nicht gut läuft. Karl Nollau hat ein neues Projekt für ein Baumhaus-Hotel, das er gerne in dem Wald umsetzen würde. Zudem versucht er, bei Monika an alte Zeiten anzuknüpfen, auch mit dem Hintergedanken, dass sie Einfluss auf ihren Sohn nimmt. Jonas und Emilia finden im Wald Haare von einem Fuchs, der nach Sichtungen Tollwut haben könnte. Eine Probe im Labor bestätigt den Verdacht. Zudem finden sie einen Hund, der im Wald herumstreunt. Zumindest der Hund ist gesund, was eine Untersuchung vom Tierarzt bestätigt. Kurz darauf läuft er aber wieder davon, als Emilia und Christoph unaufmerksam sind. Beim Holzfällen verunfallt Rike, verletzt sich am Knie und fällt nun im Sägewerk aus. Eine Anfrage bei der Bank für einen Kredit mit dem Waldstück als Sicherheit wird abgelehnt, auch weil Karl Nollau seine Finger im Spiel hatte.
Torsten Schrader mit seiner Tochter Maxi und Anna Groß mit ihrem Sohn Robin verbringen zum ersten Mal zusammen ihre Ferien. Maxi und Robin wollen auf einem Felsen ein Foto machen, Robin dirigiert sie so weit zurück, bis sie ausrutscht, ein Stück hinunterstürzt und sich an der Hand verletzt. Jonas kann sie aber retten, Robin erzählt ihm danach, dass Maxi ein Selfie machen wollte und von alleine abstürzte. Maxi meldet sich daraufhin bei Jonas als Jungranger, auf Druck seiner Mutter muss Robin dann auch mitmachen. Lukas Waldeck ist auch dabei und bekommt mit wie Robin im Camp Maxi wieder anfeindet, weil sie ihm erzählt hat, dass Torsten und Anna heiraten wollen. Maxi läuft daraufhin davon, was eine große Suchaktion auslöst. Da sie zuvor mit ihrer verletzten Hand einen Fuchs gestreichelt hat, befürchtet Lukas, dass sie sich mit Tollwut angesteckt haben könnte. Jonas bietet für die Suche alles auf, was verfügbar ist, hat aber den Verdacht, dass Maxi sich gar nicht finden lassen will. Erst als Lukas ihm am nächsten Morgen einen Tipp gibt, wo sie sein könnte, findet Jonas sie auch dank der Unterstützung des Streuners ziemlich rasch. Da sich ihre Wunde an der Hand entzündet hat, ist sie total erschöpft. Nachdem sie Jonas erzählt hat, weshalb sie davongelaufen ist, wird sie ohnmächtig und muss so schnell wie möglich ins Krankenhaus. Kurz darauf findet Anna bei Robin das alte Handy von Maxi, das er ihr abgenommen hat. Die beiden Erwachsenen merken erst jetzt, dass sie ob ihrer Verliebtheit gar nicht mitbekommen haben, was mit ihren Kindern los ist. Schließlich sprechen sich alle aus, Robin gesteht, dass er alles gemacht hat, weil er wollte, dass sein Vater zurückkommt.
Jonas geht zu Karl Nollau und bietet ihm das Waldstück für sein Projekt an, unter der Bedingung, dass er ihnen das Wohnhaus und das Sägewerkt überschreibt und dass Rike den Auftrag für das Baumhaus-Hotel bekommt. Nollau findet den Deal schlecht aber als Jonas ihm sagt, dass Rike sonst das Sägewerk verkaufen muss, willigt er doch noch ein. Jonas sagt zu Emilia, dass er sie liebt und bittet sie zu bleiben.

## Hintergrund
Entscheidungen wurde unter dem Arbeitstitel Der Ranger III – Entscheidungen zeitgleich mit der vierten Folge Zeit der Wahrheit vom 2. Juli bis zum 28. August 2019 in Sebnitz und Umgebung gedreht. Produziert wurde der Film von der Neuen deutschen Filmgesellschaft.

## Rezeption

### Einschaltquote
Die Erstausstrahlung am 3. Januar 2020 im Ersten wurde von 5,15 Millionen Zuschauern gesehen, was einem Marktanteil von 16,4 % entspricht.

### Kritiken
Die Kritiker der Fernsehzeitschrift TV Spielfilm zeigten mit dem Daumen geradeaus und vergaben für die Spannung zwei von drei möglichen Punkten. Das Fazit lautete: „Schöne Bilder und ein bisschen Aufregung“.